# Сибел Кекили
Сибел Кекили (на немски: Sibel Kekilli) е германска актриса от турски произход.

## Биография
Сибел Кекили е родена на 16 юни 1980 година в град Хайлброн, Германия. Родителите и са турски емигранти. След като завършва училище, решава да напусне родния град и семейството си и да си потърси късмета.
През 2002 година, докато търси работа, приема да се снима порнографски филми, като участва в общо 12 филма. Това не се посреща добре от консервативното семейство на Сибел, като баща ѝ заявява, че не иска повече да я вижда.
След като завършва специален курс почва да работи в администрацията на Кьолн, в службата по чистота. При разходка из местния мол е забелязана от един режисьор и поканена на кастинг. Сибел печели кастинга и получава ролята на млада германка от турски произход, извършила неуспешен опит за самоубийство.

## Филмография
- Gegen die Wand (2004)
- Kebab Connection (2004)
- Winterreise (2006)
- Fay Grim (2006)
- Der Letzte Zug (2006)
- Eve Dönüş (2006)
- Pihalla (2009)
- Die Fremde (2010)
- What a Man (2011)
- Game of Thrones (2011)
- Die Männer der Emden (2012)

## Награди
- 2004 Lola за най-добра актриса в Gegen die Wand
- 2004 Bambi за най-добра издигаща се звезда в Gegen die Wand
- 2006 Golden Orange Prize за най-добра актриса в Eve Dönüş
- 2010 Lola за най-добра актриса Die Fremde
- 2010 Tribeca Prize за най-добра актриса Die Fremde[2]